# Le Moine (Doctor Who)
Pour les articles homonymes, voir Le Moine (homonymie).
Le Moine est un personnage fictif de la série Doctor Who.

## Présentation
Le Moine est un Seigneur du Temps tout comme le Docteur. Il est le premier Seigneur du Temps apparaissant à l'écran après le Docteur et Susan dans la série, et dispose d'un TARDIS à l'instar du Docteur.
Le TARDIS du Moine dispose d'un circuit caméléon fonctionnel et peut donc changer d'apparence externe pour s'adapter à son environnement. Il est apparemment plus perfectionné que le TARDIS du Docteur (Celui du Moine est un "Mark 4", et on apprendra plus tard dans la série que celui du Docteur est un "Mark 1 Type 40" (considéré comme "une antiquité").
Il semblerait que le Moine soit parti de Gallifrey approximativement 50 ans après le Docteur.
Dans l'épisode The Time Meddler, le Moine dit avoir aidé Léonard de Vinci à concevoir ses plans de machines volantes. Il avoue également avoir permis de monter les pierres de Stonehenge. (Lieu qui, étrangement, s'avèrera être très important pour l'avenir du cosmos dans La Pandorica s'ouvre).

## Apparitions
Le Docteur et le Moine ne se sont vraisemblablement jamais rencontrés avant l'épisode The Time Meddler, qui est par ailleurs la première apparition du Moine à l'écran.
Ce dernier est l'un des premiers personnages antagonistes récurrents de la série, même s'il n'apparaîtra qu'à deux reprises, dans The Time Meddler ainsi que dans The Daleks' Master Plan. C'est le second "méchant" de la série à revenir dans un second épisode après les Daleks.

## Autres
Il y eut une spéculation parmi les fans de la série sur la possibilité que le Moine soit une incarnation antérieure du Maître. Néanmoins, cette théorie s'est révélée incorrecte car elle entre en contradiction avec le fait que le Docteur et le Moine ne se soient jamais rencontrés avant. (En effet, le Docteur et le Maître se connaissaient déjà bien avant de quitter Gallifrey).